# Энциклопедия «Грузия»
Энциклопедия «Грузия» (груз. ენციკლოპედია საქართველო ents’iklopedia sak’art’velo) — универсальное многотомное энциклопедическое издание на грузинском языке, выходит с 1997.
Первый том вышел в 1997 году, второй — в 2012 году, третий — в 2014 году, четвёртый — в 2018 году, пятый — в 2024 году. Выпускается издательством Главная научная редакция Грузинской энциклопедии имени Ираклия Абашидзе.
Главный редактор издания сказал, что в будущем будут изданы однотомные энциклопедии на русском и английском языках.
Официальный сайт энциклопедии содержит 14 327 статей из пяти опубликованных томов.

## Состав
- Энциклопедия «Грузия» (груз.) / Под ред. А. Сакварелидзе[груз.]. — Тбилиси: Главная научная редакция Грузинской энциклопедии, 1997. — Т. 1.
- Энциклопедия «Грузия» (груз.) / Под ред. З. Абашидзе[груз.]. — Тбилиси: Главная научная редакция Грузинской энциклопедии, 2012. — Т. 2.
- Энциклопедия «Грузия» (груз.) / Под ред. З. Абашидзе[груз.]. — Тбилиси: Главная научная редакция Грузинской энциклопедии, 2014. — Т. 3.
- Энциклопедия «Грузия» (груз.) / Под ред. З. Абашидзе[груз.]. — Тбилиси: Главная научная редакция Грузинской энциклопедии, 2018. — Т. 4.
- Энциклопедия «Грузия» (груз.). — Тбилиси: Главная научная редакция Грузинской энциклопедии, 2024. — Т. 5.[2]